# Criteri d'informació Hannan-Quinn
A les estadístiques, el criteri d'informació de Hannan-Quinn (HQC) és un criteri per a la selecció de models. És una alternativa al criteri d'informació Akaike (AIC) i al criteri d'informació bayesià (BIC). Es dona com
{\displaystyle \mathrm {HQC} =-2L_{max}+2k\ln(\ln(n)),\ }
on {\displaystyle L_{max}} és el log-verabilitat, k és el nombre de paràmetres i n és el nombre d'observacions.
Burnham i Anderson (2002, pàg.287) diuen que HQC, "tot i que es cita sovint, sembla haver tingut poc ús a la pràctica". També observen que HQC, com BIC, però a diferència d'AIC, no és un estimador de la divergència Kullback-Leibler. Claeskens i Hjort (2008, cap.4) tingueu en compte que HQC, com BIC, però a diferència d'AIC, no és asimptòticament eficient; tanmateix, es perd la taxa d'estimació òptima per molt petit {\displaystyle \ln(\ln(n))} factor. A més, assenyalen que qualsevol mètode que s'utilitzi per ajustar el criteri serà més important a la pràctica que el terme. {\displaystyle \ln(\ln(n))}, ja que aquest darrer nombre és petit fins i tot per molt gran {\displaystyle n}; tanmateix, el {\displaystyle \ln(\ln(n))} El terme assegura que, a diferència de l'AIC, l'HQC és fortament coherent. De la llei del logaritme iterat es dedueix que qualsevol mètode fortament consistent ha de perdre l'eficiència almenys un {\displaystyle \ln(\ln(n))} factor, de manera que, en aquest sentit, HQC té un comportament asimptòtic molt bo. Van der Pas i Grünwald demostren que la selecció de models basada en un estimador bayesià modificat, l'anomenada distribució de commutació, en molts casos es comporta de manera asimptòtica com HQC, tot i que conserva els avantatges dels mètodes bayesians com l'ús de priors, etc.